# 松野太紀
松野 太紀（まつの たいき、1967年10月16日 - 2024年6月26日）は、日本の声優、俳優、タレント。東京都品川区出身。本籍は山梨県。青二プロダクション最終所属。
日本芸術専門学校特別講師。本名・旧芸名は松野 達也（まつの たつや）。
主な出演作品は、『金田一少年の事件簿』（金田一一）、『ブギーポップは笑わない』（エコーズ）、『犬夜叉』（鋼牙）、『遊☆戯☆王デュエルモンスターズGX』（万丈目準）、『デジモンセイバーズ』（アグモン）、『フレッシュプリキュア!』（タルト）、『スポンジ・ボブ』（スポンジ・ボブ）、『忍風戦隊ハリケンジャー』（シュリケンジャー）など。

## 経歴
小学3年生の頃に劇団ひまわりに入団。初仕事は昼のメロドラマのエキストラであった。セリフと役名のある役は『ケンちゃんシリーズ』のパン屋。初舞台は1977年、芸術座の『女の遺産』。10歳で『星の王子さま プチ・プランス』にて声優デビュー。16歳の時にラジオ『アニメトピア』にて、三ツ矢雄二の舎弟として出演。直後『さすがの猿飛』で人気を博した後、おニャン子ブームの頃は月曜ドラマランドに数本出演した。
その後、一時芸能活動を休止したが、1990年に現在の芸名に改名した上で活動再開。改名の主な理由は、声優デビュー後ほぼ同時期に声優として活動していた松田辰也と名前が似ていたため。『アニメトピア』での本人の発言によると、当初は「名」を大きな樹になるようにと「太樹」にする予定だったが、姓名判断の結果「太紀」にしたという。青二プロダクションに所属する以前には大橋巨泉事務所に所属していたこともある。晩年に至るまで、複数の劇団で役を演じていた他、後述の通り講師として後進の指導にも精力的に当たっていた。
2024年6月26日、右大脳出血のため死去。56歳没。訃報は翌27日に青二プロダクションより発表された。29日には『男はつらいよ お帰り寅さん』シネマ・コンサートで北山雅康とともにMCを務める予定で、自身も亡くなる1週間前にSNS上でファンへの来場を呼び掛けていた。
2024年11月5日にお別れ会が都内で行われ、三ツ矢雄二や古川登志夫、佐久間大介らが参列した。また、山田洋次が監督を務めた作品に多数出演していたこともあり、山田の手紙が代読された。

## 人物

### 『金田一少年の事件簿』関連
テレビアニメ『金田一少年の事件簿』では主人公の金田一一役に抜擢され、松野の代表作の一つとして挙げられている。
一を演じるにあたって、「（一は）特別な少年じゃない」ということを心掛けていた。「一は推理が人より秀でているが、他の点では普通の少年と変わらない」とのことで、「一は色んなことに感動する純粋な心を持っている素敵な子」と評している。
『金田一』の放送当初は、一が喋る謎解きの部分の収録に苦労し、アフレコに行くのが怖くなるほど悩んでおり、松野はこのことに関して「放送の半分くらいを僕が喋る、あれをどうしていいのか掴めなかった」「初めは洋画に声を当てるように喋っていた」と語っており、しばらくはしっくりしなかったという。途中から「別にマイクに思い切り近づいて、ボソボソ喋ったっていいんだ」という感覚を掴み、それから良い調子で演じることができるようになったと語っている。
『金田一』のプロデューサーを務めていた諏訪道彦によれば、一役のオーディションは難航しており、予定者のオーディションが終わっても誰にするか決めあぐねていたという。その情報を聞いた松野が「オーディションを受けさせてください」と志願し、その声を聞いた関係者が「（一の声は）これだ!」と感じたとのこと。

### 『スポンジ・ボブ』関連
海外アニメ『スポンジ・ボブ』ではシーズン4より主人公のスポンジボブ・スクエアパンツ役を担当（シーズン3までは鶴博幸が担当）しており、主人公役でありながら、同作内で複数の兼ね役も演じていた。
スポンジ・ボブの声を演じる際は高い声を出しているが、インタビュー時に「スポンジ・ボブの声はアップダウンが激しく喉に負担がかかる」と語っており、収録の途中で喉がもたないこともあったらしい。

### 特撮関連
俳優を志したのは「仮面ライダーのように変身したい」という理由からだったが、子役時代は特撮などの変身ヒーローものに携わることは少なかった。
特撮作品ではコミカルな怪人や軽妙な敵役を演じる機会が多い。『スーパー戦隊シリーズ』では悪役として多く出演しているが、『忍風戦隊ハリケンジャー』では正義のヒーロー・シュリケンジャーを演じている。
『救急戦隊ゴーゴーファイブ』では、ゴーゴーファイブの変身前を演じる俳優らがアフレコに慣れていないにもかかわらず5人で言うセリフのタイミングを合わせようとしなかったため、叱ったことがある。このことをきっかけにメンバーの中から「せーの」と言う担当が決まり、以後の戦隊でも「せーの」担当が決められるようになったという。
オリジナルビデオ『忍風戦隊ハリケンジャー 10 YEARS AFTER』では、別人がシュリケンジャーに変身するという設定だった事情から松野は出演することができず、悔しさのあまり同作品は観ていないという。その後、『デジモンセイバーズ』を担当していた東映アニメーションプロデューサーの柴田宏明が『手裏剣戦隊ニンニンジャー』の担当になったことから、松野は柴田に懇願。その結果、同作品の43話にてシュリケンジャーがゲスト出演することが決まり、再び同役を演じることが叶った。

### その他
姉と兄がいる3人姉弟の末っ子。母によると赤ん坊の時からてのかからない子供で、しまいっ子にしてはしっかりしていたといい、幼稚園から高校まで先生方の評判もすこぶるよかった。小、中学時代はクラス委員を務め、運動会の閉会の辞を述べる役目も務めた。
実家はスプリング工場を経営しており、暇な日には実家の手伝いをしていた。家族は食べに行った後に「ちょっと1000円だけパチンコしようか」という家庭であり、松野自身もストレス解消法の一つにパチンコを嗜んでいた。
劇団ひまわり入団の1年前の小学2年生の時、左右を見て道路を渡ろうとしたにも関わらず、曲がってきたライトバンに轢かれるという交通事故に遭う。40日間ぐらい入院し、死ぬ一歩手前までいき、面会謝絶になった。ケガの程度は、右足の甲の所の肉をタイヤでガーッと取られてしまったり脳の水が耳から出てきてしまったりなど壮絶なものだった。ぶつかった時などは覚えていないが、麻酔が切れた後、吐いてしまったりするなど辛かったという。退院後、1〜2週間は家におり、その後は学校に行ったが、最初は皆と一緒の授業ではなく、放課後に教師から特別に少しずつ教わるような形であった。リハビリではないが、その後も足のキズの所を洗いに通院したり、顔を打ってしまったためハリ治療をしたりと、数ヶ月は通院していたという。
日本芸術専門学校・大森校声優学科講師。大阪芸術大学放送学科客員教授。城西国際大学メディア情報学科非常勤講師。代々木アニメーション学院の講師をしていた時期もある。城西国際大学での教え子の1人にアイドルグループSnow Manの佐久間大介がいる。
音域はA - E(F)。端正な声が魅力。特技はダンス。
松野が主催する朗読劇タチヨミでは前述の三ツ矢雄二や皆口裕子に加え、名塚佳織や岸尾だいすけなどが常連として出演している。

## 後任
松野の死後、持ち役を引き継いだ人物は以下のとおり。
| 後任       | 役名                         | 作品               | 後任の初担当作品               |
| ---------- | ---------------------------- | ------------------ | ------------------------------ |
| 宮田幸季   | スポンジボブ・スクエアパンツ | 『スポンジ・ボブ』 | シーズン13 #13                 |
| 宮田幸季   | ミスター・スクエアパンツ     | 『スポンジ・ボブ』 | シーズン13 #15                 |
| 三ツ矢雄二 | 石川元気                     | 『名探偵コナン』   | 第1155話（2025年3月1日放送回） |

## 出演（俳優）

### テレビドラマ
- 浮浪雲（渡哲也版）（1978年）
- 飢餓海峡（1978年）
- 熱い嵐（1979年）
- 不毛地帯（毎日放送版）（1979年）
- NHK大河ドラマ
  - 『草燃える』（1979年） - 千幡 役
  - 『おんな太閤記』（1981年） - 羽柴秀俊 役
- ドラマ人間模様 愛を病む（1980年） - 誠 役
- 裂けた家族（1982年）
- 月曜ドラマランド
  - 転校生!オレがあいつでアイツがおれで（1985年）
  - 転校生!オレがあいつでアイツがおれで2（1986年）
  - おニャン子学園危機イッパツ とんだ放課後（1986年）
- 月曜ワイド劇場「妻たちの反乱 わたし離婚します!」
- ときめきざかり（1988年）

### 映画
- 隠し剣 鬼の爪（2004年、山田洋次監督） - 犬塚小六 役
- おとうと（2010年、山田洋次監督） - 今針山 役
- 東京家族（2013年、山田洋次監督）
- 男はつらいよ お帰り 寅さん（2019年、山田洋次監督） - ジャズ喫茶店店長 役[28]
- キネマの神様（2021年、山田洋次監督） - 司会者 役
- こんにちは、母さん（2023年、山田洋次監督）- 区の職員 役

### Vシネマ
- 忍風戦隊ハリケンジャーでござる! シュシュッと20th Anniversary（2023年） - 長尾聡之進 役

### 舞台
- 舞台 聖闘士星矢 1991年版（貴鬼）
- 劇団 隔世遺伝
- サクラ大戦歌謡ショウ（丘菊之丞）
- *pnish*プロデュース『黄金仮面』（2011年2月16日 - 20日・全労済ホールスペース・ゼロ、2月26日 - 27日・北國新聞赤羽ホール、3月5日 - 6日・神戸朝日ホール）
- 音楽劇 マリウス
- 極悪鬼道（2021年）[29]

## 出演（声優）
太字はメインキャラクター。

### テレビアニメ
1978年
- 星の王子さま プチ・プランス（1978年 - 1979年、王子）

1982年
- 十五少年漂流記（ブリアン）
- さすがの猿飛（服部優一郎）

1984年
- チックンタックン（キザオ）
- らんぽう（王子）

1987年
- 北斗の拳2（ヨハン）

1988年
- それいけ!アンパンマン（1988年 - 1998年、ケトルマン、くすだまん、やきのりくん、たぬきおに〈2代目〉）

1991年
- きんぎょ注意報!（加藤高広〈タカピー〉）
- ドラえもん（テレビ朝日版第1期）
- おばけのホーリー（アイスくん）
- ゲッターロボ號（中野）
- 楽しいムーミン一家 冒険日記（ビリー）

1993年
- ドラゴンリーグ（カズ、タイラン 他）

1994年
- 赤ずきんチャチャ（1994年 - 1995年、ラスカル先生、カンカン、フォクシー）

1995年
- ちびまる子ちゃん（1995年 - 2022年、生徒会長、お兄さん）
- 美少女戦士セーラームーンSuperS（1995年 - 1996年、エリオス）

1996年
- るろうに剣心 -明治剣客浪漫譚-（1996年 - 1997年、西脇、癋見、六助、ヤス、月鬼）
- 水色時代（井川先生）
- ゲゲゲの鬼太郎（第4作）（1996年 - 1997年、さざえ鬼、倉ぼっこ、コウモリ猫）
- 天空のエスカフローネ（ミゲル・ラバリエル）
- こちら葛飾区亀有公園前派出所（1996年 - 1997年、鶴田〈初代〉、亀田則正〈初代〉、白鳥純、青年、おじさん、残念）
- 魔法少女プリティサミー（真嶋広人）

1997年
- こどものおもちゃ（夢園又太）
- 金田一少年の事件簿（1997年 - 2016年、金田一一） - - 3シリーズ + 特別編1作品（2007年11月12日）
- CLAMP学園探偵団（ジョン）

1998年
- アニメ週刊DX!みいファぷー
  - こっちむいてみい子（江口竜平）
  - ふしぎ魔法ファンファンファーマシィー（パン屋）
  - ヘリタコぷーちゃん（かえる先生、ナレーション）

- ふたり暮らし（青山ケンジ）
- センチメンタルジャーニー（佐々木哲朗）
- 超魔神英雄伝ワタル（マリン）

1999年
- 星界の紋章（クー・ドゥリン）

2000年
- ブギーポップは笑わない Boogiepop Phantom（エコーズ）

2001年
- はじめの一歩（小橋健太）
- 勝負師伝説 哲也（房州の息子 中）
- 犬夜叉（2001年 - 2010年、鋼牙） - 2シリーズ
- チャンス〜トライアングルセッション〜（荒西ケイジ）

2002年
- 炎の蜃気楼（成田譲）
- あたしンち（青年）
- 最終兵器彼女（リョウヘイ）
- スーパークマさん（クマさん）
- ONE PIECE（2002年 - 2024年、ライスライス、ラフィット、アラン、カンパチーノ、ヒルドン、トレーボル）

2003年
- 魔獣戦線 THE APOCALYPSE（天外富三郎）
- エアマスター（深道信彦）
- 無限戦記ポトリス（ニコ）
- 住めば都のコスモス荘 すっとこ大戦ドッコイダー（梅木パパ）
- トッポ・ジージョ劇場（2003年 - 2004年、トッポジージョ）
- 最遊記RELOAD（藍巴）

2004年
- B-伝説! バトルビーダマン（ビアス）
- ふたりはプリキュア（2004年 - 2006年、ウィズダム） - 2シリーズ
- ボボボーボ・ボーボボ（2004年 - 2005年、ツル・ツルリーナ4世）
- まっすぐにいこう。（ジャック）
- 遊☆戯☆王デュエルモンスターズGX（2004年 - 2008年、万丈目準）

2005年
- おでんくん（ジャラ助）

2006年
- 怪 〜ayakashi〜「四谷怪談」（小仏小平）
- erico（さとる）
- デジモンセイバーズ（2006年 - 2007年、アグモン / ジオグレイモン / ライズグレイモン / シャイングレイモン、ナレーション）
- 名探偵コナン（2006年 - 2020年、笹本安太郎、石川元気〈初代〉）
- 銀色のオリンシス（ボルフ）
- 祝!(ハピ☆ラキ)ビックリマン（2006年 - 2007年、魔弾ラミバッカス）

2007年
- ゲゲゲの鬼太郎（第5作）（2007年 - 2008年、さざえ鬼、さら小僧）

2008年
- はたらキッズ マイハム組（浜村浩太）
- ライブオン CARDLIVER 翔（2008年 - 2009年、間狩徹、フライングパイン）

2009年
- フレッシュプリキュア!（2009年 - 2010年、タルト）
- ドラえもん（テレビ朝日版第2期）（ヒデキ）

2010年
- デジモンクロスウォーズ（2010年 - 2012年、ルーチェモン / ルーチェモンフォールダウンモード / ルーチェモンサタンモード、シャイングレイモン） - 2シリーズ

2012年
- クッキンアイドル アイ!マイ!まいん!（マズマズ）
- BRAVE10（鬼庭綱元）
- 探検ドリランド（2012年 - 2014年、ブリリアン、♨っぴい） - 2シリーズ
- 聖闘士星矢Ω（シラー）

2013年
- ぢべたぐらし あひるの生活（あひる）

2014年
- デュエル・マスターズVS シリーズ（2014年 - 2016年、井戸中カエル、寿司屋の大将） - 3シリーズ

2015年
- ONE PIECE エピソードオブサボ 〜3兄弟の絆 奇跡の再会と受け継がれる意志〜（トレーボル）

2017年
- アイドルタイムプリパラ（のりお）

2018年
- ゲゲゲの鬼太郎（第6作）（2018年 - 2019年、かまいたち、さら小僧、オグロ山の呼子）
- 七星のスバル（ケリントス）
- HUGっと!プリキュア（タルト）
- キラッとプリ☆チャン（2018年 - 2020年、ジェシカ・トロワ）

2021年
- Sonny Boy（二つ星）

2022年
- デジモンゴーストゲーム（2022年 - 2023年、モリシェルモン、ゲコモン）

2023年
- ダークギャザリング（老婆）

2025年
- ドラゴンボールDAIMA（マシム）

### 劇場アニメ
- ちびまる子ちゃん（1990年、児童会長）
- 機動戦士ガンダムF91（1991年、アーサー・ユング）
- 金田一少年の事件簿2 殺戮のディープブルー（1999年、金田一一）
- ONE PIECE（2000年、岩蔵〈少年時代〉）
- サクラ大戦 活動写真（2001年、丘菊之丞[44]）
- 劇場版xxxHOLiC 真夏ノ夜ノ夢（2005年）
- 劇場版 甲虫王者ムシキング グレイテストチャンピオンへの道（2005年、ムシキング・ジョニー）
- デジモンセイバーズ 3D デジタルワールド 危機イッパツ!（2006年、アグモン）
- デジモンセイバーズ THE MOVIE 究極パワー! バーストモード発動!（2006年、アグモン）
- プリキュアオールスターズシリーズ（2009年 - 2013年、タルト） - 5作品[一覧 7]

### OVA
- EXPER ZENON（1991年、全野公 / エクスパーゼノン）
- あばしり一家（1992年、悪馬尻吉三）
- カメレオン6（1992年、蜂屋未来）
- 赤ずきんチャチャ（1995年 - 1996年、ラスカル先生）
- 同窓会 Yesterday Once More（1997年、久保達也）
- カナリア 〜この想いを歌に乗せて〜（2002年、八朔洋平）
- 炎の蜃気楼 〜みなぎわの反逆者〜（2004年、成田譲）
- 星界の戦旗III（2005年、クー・ドゥリン）
- 金田一少年の事件簿「黒魔術殺人事件」（2012年 - 2013年、金田一一）

### ゲーム
1993年
- アルヴァリーク冒険記（リヴァ・ディナトーク）
- ぽっぷ'nまじっく（トルネード）

1995年
- おやじハンターマージャン（おやじハンター）

1997年
- スタースイープ（ランク）
- 魔法少女プリティサミー 〜恐るべし身体測定!核爆発5秒前!!〜（真嶋広人）
- 魔法少女プリティサミー 〜ハートのきもち〜（真嶋広人）
- るろうに剣心 -明治剣客浪漫譚- 十勇士陰謀編

1998年
- サクラ大戦2 〜君、死にたもうことなかれ〜（丘菊之丞）
- はいぱぁセキュリティーズ2（入波平十夜、マッスルローズ、マッスルローズG）
- ラングリッサーV 〜The End Of Legend〜（ヴィラージュ）

2000年
- 決戦（豊臣秀頼、宇喜多秀家、細川忠興、吉川広家）
- Digital Holmes（トム・シンプソン）
- 熱闘ゴルフ（ムサシ）
- 竜機伝承3 〜黄昏に導かれし者たち〜（セリス）

2001年
- 犬夜叉（2001年 - 2004年、鋼牙） - 5作品

2002年
- サクラ大戦4 〜恋せよ乙女〜（丘菊之丞）
- ゼノサーガ エピソードI［力への意志］（ハマー）
- テイルズ オブ デスティニー2（イクティノス・マイナード）
- ボクは小さい（イチロー）
- 忍風戦隊ハリケンジャー（シュリケンジャー）

2003年
- ヴィーナス&ブレイブス〜魔女と女神と滅びの予言〜（フリー）
- ワイルドアームズ アルターコード：F（ハンペン）

2004年
- 勝負師伝説 哲也 DIGEST（房州の息子 中）
- ゼノサーガ フリークス（ハマー）
- ゼノサーガ エピソードII［善悪の彼岸］（ハマー）
- 幕末恋華 新選組（藤堂平助）

2005年
- サモンナイトエクステーゼ 夜明けの翼（オーレル）
- 真・三國無双4（2005年 - 2006年、凌統） - 3作品

2006年
- ゼノサーガI・II（ハマー）
- ゼノサーガ エピソードIII［ツァラトゥストラはかく語りき］（ハマー）
- テイルズ オブ デスティニー（PS2版）（イクティノス）
- デジモンセイバーズ アナザーミッション（アグモン）
- .hack//G.U. Vol.2 君想フ声（柊）
- マーメイドプリズム（トーヤ・ダンケル）

2007年
- 真・三國無双5（2007年 - 2009年、凌統） - 3作品
- 無双OROCHI（凌統）
- レミーのおいしいレストラン（レミー）

2008年
- ガーネットクロニクル〜紅輝の魔石〜（ジェフリー）
- 無双OROCHI 魔王再臨（凌統）
- 龍が如く 見参!（吉岡伝七郎）

2009年
- 金田一少年の事件簿 悪魔の殺人航海（金田一一）

2010年
- イース -フェルガナの誓い-（ボブ、ジャン＝ピエール）
- .hack//Link（柊）
- ONE PIECE ギガントバトル!（ラフィット）
- ONE PIECE ワンピーベリーマッチW（ラフィット）

2011年
- 真・三國無双6（凌統、劉禅）
- 真・三國無双6 Special（凌統、劉禅）
- 真・三國無双6 猛将伝（凌統、劉禅）
- スーパー戦隊バトル ダイスオーDX（シュリケンジャー）
- ドラゴンボールヒーローズ（2011年 - 2017年、魔人族アバター〈エリートタイプ〉、ネコマジンミックス） - 5作品
- 無双OROCHI 2（凌統、劉禅）
- ONE PIECE ギガントバトル! 2 新世界（ラフィット）

2012年
- アーシャのアトリエ 〜黄昏の大地の錬金術士〜（ラナン・エッツ）
- 恋は校則に縛られない!（桂田伊佐三）
- CODE OF PRINCESS（マルネコ・ポーロ）
- 真・三國無双6 Empires（凌統、劉禅）
- ときめきメモリアル Girl's Side Premium 〜3rd Story〜（蓮見達也）
- 無双OROCHI2 Special（凌統、劉禅）
- 無双OROCHI2 Hyper（凌統、劉禅）

2013年
- ジョジョの奇妙な冒険 オールスターバトル（間田敏和）
- 真・三國無双7（凌統、劉禅）
- 真・三國無双7 猛将伝（凌統、劉禅）
- 無双OROCHI2 Ultimate（凌統、劉禅）
- 名探偵コナン マリオネット交響曲（黒瀬靖志）

2014年
- CV 〜キャスティングボイス〜（小野坂秋）
- ONE PIECE 超グランドバトル! X（トレーボル）
- 真・三國無双7 Empires（凌統、劉禅）

2015年
- ジョジョの奇妙な冒険 アイズオブヘブン（間田敏和）

2016年
- ドラゴンボール ゼノバース2（タイムパトローラー）

2017年
- 遊☆戯☆王デュエルリンクス（万丈目準）

2018年
- 真・三國無双8（凌統、劉禅）
- 無双OROCHI 3（凌統、劉禅）

2019年
- スーパードラゴンボールヒーローズ ワールドミッション（ネコマジンミックス、魔人エリートタイプ）
- ブレイドエクスロード（ドスラフ・ダンカン）

2020年
- スポンジ・ボブ battle for bikini bottom

2021年
- 真・三國無双8 Empires（凌統、劉禅）

2022年
- ポケモンマスターズEX
- 東京放課後サモナーズ（イシュバランケー）

2025年
- 真・三國無双 ORIGINS（凌統）

### ドラマCD
- 劇団隔世遺伝 童話CD「でんでん」
- 宇宙英雄物語（護堂十字）
- コールド・ゲヘナ（バーン）
- ゼノサーガOUTER FILEVol.1 - 3（ハマー）
- そして春風にささやいて（葉山尚人）※カセット
- DARK EDGE はじまりの予鈴（吉国鉱一）
- 天国に涙はいらない 臥竜鳳雛夫婦雛（加茂是雄）
- バイオハザード ドラマアルバム 〜運命のラクーンシティー(2)〜
- 摩陀羅・転生編（キリコ）
- 街 第Qの男 〜QはquestionのQ〜（鯨井、消防士2）
- ワイルドアームズ（ハンペン）
- まもって守護月天!（七梨太助）

### 吹き替え

#### 映画
- ウエスト・サイド物語（ベイビー・ジョーン〈エリオット・フェルド〉）※TBS新版
- ウォー・ゲーム（デビッド・ライトマン〈マシュー・ブロデリック〉）※機内上映版
- ガール・ネクスト・ドア（マシュー〈エミール・ハーシュ〉）
- 風とライオン ※テレビ朝日版
- キラー・ネット 殺人ゲームへようこそ（スコット〈タム・ウィリアムズ〉）
- クロオビ・キッズ/メガ・マウンテン奪回作戦（サミュエル・『ロッキー』・ダグラス〈マシュー・ボトゥチス〉）
- 告発の行方（ボブ・ジョイナー〈スティーヴ・アンティン〉）※テレビ朝日版
- ザ・コア（ラット〈DJクオールズ〉）※ソフト版
- 誘う女（ラッセル・ハインズ〈ケイシー・アフレック〉）
- 三銃士/王妃の首飾りとダ・ヴィンチの飛行船（ルイ13世〈フレディ・フォックス〉）※テレビ朝日版
- スタンド・バイ・ミー（チャーリー・ホーガン〈ゲイリー・ライリー〉）※フジテレビ版（アニバーサリーエディションBlu-rayに収録）
- チャーリーとチョコレート工場（からくり人形〈小松里歌と共同で演じている〉）
- テッド（スポンジ・ボブ）
- ナーズの復讐III ナーズ軍団、最終決戦!（アイラ・ポーパス〈リチャード・イスラエル〉）
- ニール・サイモンのキャッシュ・マン（マイケル〈マシュー・ブロデリック〉）
- ハード・キャンディ（ザック〈チャド・クリスト〉）
- ハニーVS.ダーリン 2年目の駆け引き（クリストファー・ヒロンズ〈ジャスティン・ロング〉）
- ベスト・キッド（ダニエル・ラルーソー〈ラルフ・マッチオ〉）※機内上映版
- ベスト・フレンズ・ウェディング（スコット・オニール〈クリストファー・マスターソン〉）※日本テレビ版
- マック（マイケル・クルーズ〈ジョナサン・ウォード〉）※JAL機内上映版
- ヤング・シャーロック/ピラミッドの謎（ジョン・ワトソン〈アラン・コックス〉）※フジテレビ版

#### テレビドラマ
- アナザー・ライフ〜天国からの3日間〜（サム・ライダー / ジョーダン・カーティス / カーク・アイヴァース〈トーマス・イアン・ニコラス〉）
- ER緊急救命室
  - シーズンⅥ #10（ジェイク〈アンドレ・フォゲネイ・ウィルソン〉）
  - シーズンXI #18（ベンジャミン・コー〈フレデリック・コーラー〉）
- どこかでなにかがミステリー（ジャック・フィリップス）
- フレンズ（サンディ〈フレディ・プリンゼ・ジュニア〉）
- マックス・ヘッドルーム（ブライス・リンチ）

#### アニメ
- アンデルセン・ストーリーズ（コガネムシ）
- スポンジ・ボブ（スポンジボブ・スクエアパンツ〈2代目〉、ミスター・スクエアパンツ〈2代目〉、バブルバス〈3代目〉、スポンジ・ボブのコピー、トッド・スクエアパンツ、ジェフ・テンタクルズ、スポンジ・ボット、落書きボブ〈2代目〉、ティーンエイジ・オンナノコ、衛兵、ローニー、フィンズ・ホワイティング〈代役〉、スポンジ原人、スポンジバック・スクエアパンツ、マーメイド・ボブ 他）※シーズン4 - 13 #12
  - スポンジ・ボブ/スクエアパンツ ザ・ムービー（スポンジ・ボブ、酒場の魚たち）
  - スポンジ・ボブ 海のみんなが世界を救Woo!（スポンジ・ボブ / インヴィンシバブル）
  - スポンジ・ボブ: スポンジ・オン・ザ・ラン（スポンジ・ボブ）
  - サンディ・チークスのビキニタウン救出大作戦（スポンジ・ボブ）
- それいけテディの大冒険（テディ[7]）
- Hi Hi Puffy AmiYumi（アチャ）
- パワーパフガールズ・ムービー（チャチン・チャチング）

### 特撮
1978年
- 透明ドリちゃん（子役のアフレコ代役）

1999年
- 救急戦隊ゴーゴーファイブ（1999年 - 2001年、呪士ピエールの声） - 1シリーズ + 3作品

2001年
- 百獣戦隊ガオレンジャー（時計オルグの声）

2002年
- 忍風戦隊ハリケンジャー（2002年 - 2004年、シュリケンジャーの声） - 1シリーズ + 4作品

2004年
- 特捜戦隊デカレンジャー（アモーレ星人バーチョの声）

2005年
- 仮面ライダー響鬼超（ハイパー）バトルDVD明日夢変身!キミも鬼になれる!!（青磁蛙〈セイジカエル〉の声、鈍色蛇〈ニビイロヘビ〉の声）
- 魔法戦隊マジレンジャー（冥獣人グレムリン・ガリムの声）

2007年
- 獣拳戦隊ゲキレンジャー（飛翔拳・臨獣クレーン拳ルーツの声）

2008年
- 炎神戦隊ゴーオンジャー（害気目蛮機獣バキュームバンキの声）

2009年
- 侍戦隊シンケンジャー（アヤカシ・スナススリの声）

2010年
- 天装戦隊ゴセイジャー（幽魔獣・人魚のジョ言の声）

2012年
- 仮面ライダーフォーゼ（キグナス・ゾディアーツの声）
- 非公認戦隊アキバレンジャー（下北沢ホヤの声）

2013年
- 獣電戦隊キョウリュウジャー（デーボ・バティシエの声）

2014年
- 烈車戦隊トッキュウジャー（チェアシャドーの声）

2015年
- 手裏剣戦隊ニンニンジャー（シュリケンジャーの声）

2016年
- 仮面ライダーゴースト（画材眼魔の声）

2018年
- 快盗戦隊ルパンレンジャーVS警察戦隊パトレンジャー（ヨシー・ウラザーの声）

### テレビ番組
- ダウンタウンのごっつええ感じ（ナレーション）
- 森田一義アワー 笑っていいとも!（帰ってきたラブレターの世界、1999年3月 - 2000年3月）
- トリビアの泉 〜素晴らしきムダ知識〜（2006年） - 「声優を決めるプロが考える工事現場の看板の声は」の1人として参加
- Rの法則「声優塾」（2014年6月12日）

### ラジオ
- アニメトピアセミレギュラー（ラジオ大阪）
- 電撃大賞（文化放送）
- YAG VOICE VOYAGE（FM-FUJI）
- ペアペアアニメージュ（ラジオ日本）
- あこがれアニメ学園
- 週刊ラジオアニメディア だんぜん!アニメNo.1（ニッポン放送）
- 冨永みーなのはいぱぁナイト月曜コーナーレギュラー（KBS京都）
- 週刊アニメグランプリ（JFN）
- 連続ラジオドラマ超人ロック（ニッポン放送）
- おしゃべりやってまーす（K'z Station）
- 代アニ学院Presents大紀・玲子のドリゲッチュ
- ここは大江戸神楽坂（ラジオ関西）
- 松野太紀のCafe Blue Mountain 2（超!A&G+）
  - 青山二丁目太紀ちゃんの店（超!A&G+）
  - 青山二丁目 太まん飯店（超!A&G+→文化放送）
- ガンガンラジオ（ラジオ関西）
- AKB48秋元才加・宮澤佐江のうっかりチャンネル内ラジオドラマ「ダブルヒロイン」刀部テツロウ（特警四係係長） 役（文化放送）
- 青春アドベンチャー「ミヨリの森」（NHK-FM） - ワシラシ 役
- 華劇!松野塾（バナフェス!ラジオ：2012年4月 - 12月）
- 華劇ラヂヲ（funラジオ：2014年4月25日 - 5月9日）
- 謎はすべて解けた!樹林伸の推理クイズ（NHKR1 第1 - 6弾）

### 人形劇
- ガラピコぷ〜（ビービル）

### コミックCD
- まもって守護月天!（七梨太助・初代）

### 音楽CD
- 「金田一少年の事件簿」オールスターズ・ソングアルバム〜THE SCHOOL DAYS（金田一一）
- デジモンセイバーズ ベストヒッツ+キャラクターニューソングス（アグモン）

### その他のコンテンツ
- 代々木アニメーション学院（CM） - CMソングも担当
- シュリケンジャー変身シリーズ（シュリケンジャーの声）
- 東京ディズニーランドのアトラクション「空飛ぶダンボ」（アナウンス）※差し替え部分
- バナフェス!タウン「華劇」（衛守祭）
- フレッシュプリキュア! ミュージカルショー〜うたって おどって しあわせゲットだよ!!〜（タルト）
- 燈の守り人～幻想夜話～（2022年、大須埼灯台[63]）
- 燈の守り人 灯台音声ガイド 宮城県石巻市 大須埼灯台（2022年、ナビゲーター）[63]

### シリーズ一覧
1. ↑  第1期（1997年 - 2000年）、第2期『R』第1クール（2014年 - 2015年）、第2クール（2015年 - 2016年）
2. ↑  第1作（2001年 - 2004年）、第2作『完結編』（2009年 - 2010年）
3. ↑  第1期（2004年 - 2005年）、第2期『Max Heart』（2005年 - 2006年）
4. ↑  第1期（2010年）、第3期『時を駆ける少年ハンターたち』（2012年）
5. ↑  第1期（2012年 - 2013年）、第2期『-1000年の真宝-』（2013年 - 2014年）
6. ↑  第1期『VS』（2014年 - 2015年）、第2期『VSR』（2015年）、第3期『VSRF』（2016年）
7. ↑  『映画 プリキュアオールスターズDX みんなともだちっ☆奇跡の全員大集合!
8. ↑  『犬夜叉』（2001年）、『戦国お伽合戦』（2002年）、『〜奈落の罠! 迷いの森の招待状〜』（2003年）、『呪詛の仮面』（2004年）、『奥義乱舞』（2005年）
9. ↑  『真・三國無双4』（2005年）、『猛将伝』（2005年）、『Empires』（2006年）
10. ↑  『ドラゴンボールヒーローズ』（2011年）、『ドラゴンボールヒーローズ アルティメットミッション』シリーズ（2013年 - 2017年、無印、2、X）、『スーパードラゴンボールヒーローズ』（2016年）
11. ↑  『激突!新たなる超戦士』（1999年）、『ゴーゴーファイブVSギンガマン（2000年）、『タイムレンジャーVSゴーゴーファイブ』（2001年）
12. ↑  『シュシュッと THE MOVIE』（2002年）、『スーパービデオ スーパー忍者とスーパー黒子』（2002年）、『ハリケンジャーVSガオレンジャー』（2003年）、『アバレンジャーVSハリケンジャー』（2004年）